# Tegenaria concolor
Tegenaria concolor là một loài nhện trong họ Agelenidae.
Loài này thuộc chi Tegenaria. Tegenaria concolor được Eugène Simon miêu tả năm 1873.